# Brendan Gleeson
Brendan Gleeson (* 29. března 1955, Dublin) je irský herec a režisér. V roce 2020 byl deníkem The Irish Times umístěn na 18. místo v žebříčku nejlepších irských herců. Jeho dětmi jsou herci Domhnall Gleeson a Brian Gleeson.
Je znám díky rolím ve filmech Statečné srdce (1995), Michael Collins (1996), Generál (1998), 28 dní poté (2002), Gangy New Yorku (2002), Návrat do Cold Mountain (2003), Troja (2004), V Bruggách (2008), Pomáhat a chránit (2011), Kalvárie (2014), Sufražetka (2015), Paddington 2 (2017), Balada o Busterovi Scruggsovi (2018), Rodinná Sešlost (2019), The Tragedy of Macbeth (2021) a Víly z Inisherinu (2022), za nějž obdržel nominaci za Oscara na nejlepší mužský herecký výkon ve vedlejší roli.
V roce 2009 získal cenu Emmy za ztvárnění Winstona Churchilla v televizním filmu V srdci bouře: Churchill ve válce.